# إيفان فيكرز
إيفان فيكرز (بالإنجليزية: Evan Vickers)‏ هو سياسي أمريكي، ولد في 15 مايو 1954 في بانغويتش في الولايات المتحدة. حزبياً، نشط في الحزب الجمهوري. وقد انتخب عضو مجلس نواب ولاية يوتا.